# Alastair Ralphs
Alastair Charles Ralphs (Bahía de Placentia, Terranova; 22 de mayo de 1977), más conocido como A-1, a veces escrito como A1, es un luchador profesional canadiense y ex culturista.

## En lucha
- Movimientos finales
  - Royal Flush (Arm trap hangman's neckbreaker)
  - Pumphandle powerbomb

- Movimientos de firma
  - Brainbuster
  - Powerbomb
  - Running powerslam
  - Spear

- Mánager
  - Jade Chung
  - Scott D'Amore

## Campeonatos y logros
- Border City Wrestling
  - BCW Can-Am Heavyweight Championship (1 vez)[2]